# إميج كومكس
إميج كومكس (بالإنجليزية: Image Comics)‏ هي شركة ناشرة للقصص المصورة الأمريكية. تأسست في 1992. يقع مقرها في بورتلاند. تم تأسيسها بواسطة كل من تود ماكفرلين روب ليفلد، جيم فالنتينو، إريك لارسن، مارك سيلفستري وجيم لي. من أشهر سلاسلها الموتى السائرون والتي تحولت إلى عدة ألعاب فيديو وإلى مسلسل تلفزوني.

## وصلات خارجية
- الموقع الرسمي